# موتاكيل نوسكو
موتاكيل نوسكو هو الملك ال85 لآشور من القرن 11 ق م، حسب قائمة ملوك آشور ذكرت أنه حكم لمدة لقترة قليلة في سنة 1133 ق م، بعد أن قام بخلع أخيه نينورتا توكولتي آشور. خلفه في الحكم إبنه آشور ريش إيشي.